# Zexmenia
Zexmenia é um género botânico pertencente à família Asteraceae.  Compreende 137 espécies descritas e destas, sé 9 aceites.
O género foi descrito por Pablo de La Llave e publicado em Novorum Vegetabilium Descriptiones 1: 13. 1824. A espécie tipo é Zexmenia serrata La Llave	

## Etimologia
Zexmenia:  é um acrónimo de Ximénez, em honra de Mariano Jiménez

## Espécies eceites
A seguir estão listadas as espécies do género Zexmenia aceites Julho de 2012, ordenadas alfabeticamente. Para cada uma indica-se o nome binomial seguido do autor, abreviado segundo as convenções e usos.
- Zexmenia aspilioides (Griseb.) Hassl.
- Zexmenia brachylepis (Griseb.) Cabrera
- Zexmenia buphtalmiflora (Lorentz) Ariza
- Zexmenia buphthalmiflora (Lorentz) Ariza Esp.
- Zexmenia monocephala (DC.) Heynh.
- Zexmenia phyllocephala (Hemsl.) Standl. & Steyerm.
- Zexmenia serrata La Llave
- Zexmenia simplex (V.M.Badillo) R.L.Hartm. & Stuessy
- Zexmenia virgulta Klatt

### Anteriormente colocadas no género
- Jefea brevifolia (A.Gray) Strother (como Z. brevifolia A.Gray)
- Verbesina persicifolia DC. (como Z. lindenii Sch.Bip.)[4]
- Wedelia acapulcensis var. hispida Kunth (como Z. hispida (Kunth) A.Gray ex Small)[5]